# 진자화
진자화(陳子和, 1253년 ~ 1271년)은 고려 후기의 무신이다. 나주 출신이다.
1270년 무신정권이 붕괴하여 삼별초의 난이 일어나자 1271년 진자화는 권단 등과 함께 이를 진입하러 종군했다. 진도삼별초는 이문경의 부대를 보내 제주를 거점으로 삼으려 했는데, 관군은 현재의 제주시 화북동에 위치한 동제원 일대의 송담천에서 이문경의 부대와 충돌했다. 김수와 고여림은 전사하였으나, 진자화는 삼별초의 장수 곽연수를 죽여서 돌아오는 등의 전과를 세웠다. 그러나 진자화가 전사하고 관군이 제주에서 패배하면서 삼별초가 제주를 장악했다.